# Olše lepkavá v Sobíně
Olše lepkavá v Sobíně je památný strom, který roste jihozápadně od obce při vodoteči v poli na křižovatce úvozových cest.

## Parametry stromu
- Výška (m): 12,0
- Obvod (cm): 270
- Ochranné pásmo: vyhlášené - kruh o poloměru 10 m na p.č. 272/1, 196/6, 196/2, 252 a 154/1 k.ú. Sobín
- Datum prvního vyhlášení: 04.04.2003[1]
- Odhadované stáří: 105 let (k roku 2016)

## Popis
Strom je krajinnou dominantou. Roste samostatně v poli na křižovatce bývalých úvozových cest. Je pravděpodobně posledním stromem z aleje, která vedla podél potoka vytékajícího z prameniště Sobínského potoka. Olší zde zřejmě rostlo více, protože její okolí, často podmáčené, je tvořeno černozemními humozními hlínami s mocností místy až 6 metrů. Olše je krajinotvorná dřevina. Pro svou schopnost dobře snášet půdní vlhkost je vysazována podél vodotečí, u kterých zároveň zpevňuje břehy. Je jedním z druhu stromů, které na podmáčených půdách mohou vytvářet vzdušné chůdovité kořeny.

## Historie
V dubnu roku 1928 byly zdejší olše ve vsi u rybníka draženy s vyvolávací cenou 5 Kč a následně káceny. Památná olše toto hromadné kácení přečkala zásluhou vlastníka pozemku, který ji prodat odmítl, a přečkala i pozdější kolektivizaci, při kterém se likvidoval porost mezi scelovanými poli.